# Оболенский, Николай Петрович
Князь Николай Петрович Оболенский (1790 — 1 [13] августа 1847) — подполковник; участник Наполеоновских войн и Отечественной войны 1812 года, старший брат декабриста Е. П. Оболенского.

## Биография
Происходил из дворянского рода Оболенских — старший сын тульского губернатора князя Петра Николаевича Оболенского (1760—1833) от первого брака его с Александрой Фадеевной Тютчевой (ум. 1793). Получил домашнее воспитание. В декабре 1803 года был зачислен младшим унтер-офицером во 2-й Пионерский полк. В сентябре 1805 года переведён юнкером в Инженерный корпус; с мая 1807 года — подпоручик.
С 14 мая 1808 года участвовал в боевых действиях в Финляндии, отличился в боях 2 и 3 июня 1808 года со шведами при деревнях Виппери и Суммиоки; 15 октября — у кирки Индесальмы; 11 марта 1809 года — при взятии Торнео. В ноябре 1809 года переведён в 1-й Пионерский полк. С 24 февраля 1810 года — поручик; с марта — батальонный адъютант.
Участник Отечественной войны 1812 года. В заграничных походах русской армии против Наполеона в 1813 и 1814 годах служил адъютантом у генерала барона Ф. В. Остен-Сакена. 17 февраля 1813 года за отличие в боях произведён в штабс-капитаны. За взятие крепости Ченстоховы произведён в капитаны. 6 марта 1814 года переведён ротмистром в Серпуховской уланский полк. С мая 1814 года — майор. 16 декабря 1817 года вышел в отставку в чине подполковника.
По отзывам сестры, князь Оболенский был «упрям и своенравен», из-за чего часто ссорился с отцом. Имея собственное крупное состояние, унаследованное от матери, он жил отдельно в собственном доме в Москве или в своём тульском имении Маклец. Будучи сурового нрава, он обращался очень жестоко с крепостными людьми. «Часто являлись эти несчастные, бросались в ноги к князю-отцу, прося помилования и защиты. Князь успевал смягчить сына, но то была тяжёлая, утомительная борьба».

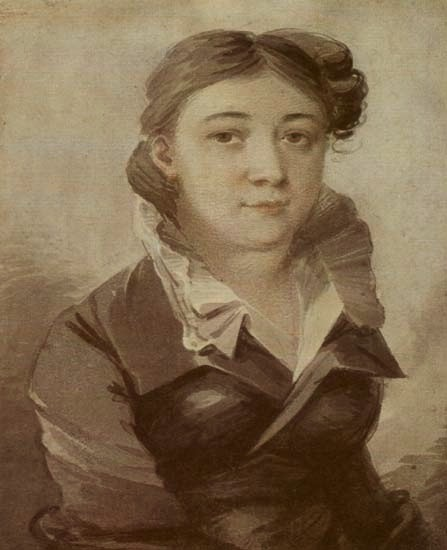
Н. Д. Оболенская.

## Семья
Жена (с 1819 года) — княжна Наталья Дмитриевна Волконская (ум. 1843), единственная дочь и наследница богатого князя Дмитрия Андреевича Волконского (1761—1821). Родилась и выросла в симбирском имении отца. По словам современницы, молодая княгиня Оболенская «высокая, полная, круглолицая, с прекрасными карими глазами», была очень любима в семье мужа.
Их сын, Дмитрий Николаевич (1820—1844), был убит через год и три месяца после свадьбы. Убийцей был 16-летний крепостной его отца, совершивший это преступление в припадке умопомешательства. Жена — известная московская красавица, Елизавета Ивановна Бибикова (1821—1902) — переводчица, автор воспоминаний, напечатанных в «Русской старине» в 1913 году. Их сын Дмитрий (1844—1931), писатель и журналист.